# Lophorrhina rondoensis
Lophorrhina rondoensis är en skalbaggsart som beskrevs av Allard 1988. Lophorrhina rondoensis ingår i släktet Lophorrhina och familjen Cetoniidae. Inga underarter finns listade i Catalogue of Life.